# Luis Jover
Luis Jover – wenezuelski judoka. 
Wicemistrz igrzysk Ameryki Środkowej i Karaibów w 1978 roku.